# Andrea González Nader
Andrea González Nader   (Guayaquil, 1 d'abril de 1987) és una activista ambiental, empresària i política equatoriana.

## Trajectòria
Andrea González és enginyera en gestió tecnològica del medi ambient per la Universitat del Pacífic de Lima. Després de graduar-se va fundar i dirigir l'organització ecologista EcoVerde que dedica a la defensa dels oceans i els manglars, a la lluita contra la desforestació i contra el tràfic d'animals salvatges.
El 2018 González es va postular a sotsprefecta de la província del Guayas pel Partit Social Cristià, i el 2020 es va postular a un escó a l'Assemblea Nacional, però no va resultar-ne electa.
El 2023, Fernando Villavicencio, candidat presidencial a les eleccions presidencials d'aquell any a l'Equador del partit polític Movimiemto Construye, la va triar com a candidata per a la vicepresidència. Després de l'assassinat pels càrtels de la droga de Villavicencio el 9 d'agost, el partit va explorar la possibilitat que González el reemplacés. El 12 d'agost es va anunciar González com a nova candidata presidencial del Movimento Construye, no obstant això, a causa d'incerteses legals sobre la seva elegibilitat, el 13 d'agost el partit va revocar aquesta decisió i va designar al seu lloc al periodista Christian Zurita, mantenint a González com a candidata a la vicepresidència.